# Troporiz
Troporiz é uma povoação portuguesa do Município de Monção que foi sede da extinta Freguesia de Troporiz, freguesia que tinha 2,38 km² de área e 274 habitantes (2011), tendo, por isso, uma densidade populacional de 115,1 h/km².
A Freguesia de Troporiz foi extinta (agregada) pela reorganização administrativa de 2012/2013, tendo o seu território sido agregado ao da Freguesia de Lapela para criar a União de Freguesias de Troporiz e Lapela.

## População
| População da freguesia de Troporiz | População da freguesia de Troporiz | População da freguesia de Troporiz | População da freguesia de Troporiz | População da freguesia de Troporiz | População da freguesia de Troporiz | População da freguesia de Troporiz | População da freguesia de Troporiz | População da freguesia de Troporiz | População da freguesia de Troporiz | População da freguesia de Troporiz | População da freguesia de Troporiz | População da freguesia de Troporiz | População da freguesia de Troporiz | População da freguesia de Troporiz |
| ---------------------------------- | ---------------------------------- | ---------------------------------- | ---------------------------------- | ---------------------------------- | ---------------------------------- | ---------------------------------- | ---------------------------------- | ---------------------------------- | ---------------------------------- | ---------------------------------- | ---------------------------------- | ---------------------------------- | ---------------------------------- | ---------------------------------- |
| 1864                               | 1878                               | 1890                               | 1900                               | 1911                               | 1920                               | 1930                               | 1940                               | 1950                               | 1960                               | 1970                               | 1981                               | 1991                               | 2001                               | 2011                               |
| 309                                | 398                                | 451                                | 506                                | 446                                | 413                                | 323                                | 413                                | 398                                | 421                                | 337                                | 296                                | 301                                | 297                                | 274                                |

| Distribuição da População por Grupos Etários | Distribuição da População por Grupos Etários | Distribuição da População por Grupos Etários | Distribuição da População por Grupos Etários | Distribuição da População por Grupos Etários | Distribuição da População por Grupos Etários | Distribuição da População por Grupos Etários | Distribuição da População por Grupos Etários | Distribuição da População por Grupos Etários | Distribuição da População por Grupos Etários |
| -------------------------------------------- | -------------------------------------------- | -------------------------------------------- | -------------------------------------------- | -------------------------------------------- | -------------------------------------------- | -------------------------------------------- | -------------------------------------------- | -------------------------------------------- | -------------------------------------------- |
| Ano                                          | 0-14 Anos                                    | 15-24 Anos                                   | 25-64 Anos                                   | > 65 Anos                                    |                                              | 0-14 Anos                                    | 15-24 Anos                                   | 25-64 Anos                                   | > 65 Anos                                    |
| 2001                                         | 34                                           | 42                                           | 144                                          | 77                                           |                                              | 11,4%                                        | 14,1%                                        | 48,5%                                        | 25,9%                                        |
| 2011                                         | 35                                           | 27                                           | 141                                          | 71                                           |                                              | 12,8%                                        | 9,9%                                         | 51,5%                                        | 25,9%                                        |